# Slacker (film)
Slacker è un film indipendente del 1991 scritto, diretto e prodotto da Richard Linklater, che vi appare inoltre nella parte del passeggero di un taxi.

## Trama
Slacker segue una giornata nella vita di Austin, Texas, attraverso una serie di incontri e conversazioni tra numerosi personaggi eccentrici. Il film non ha una trama tradizionale né un protagonista fisso: la narrazione si sviluppa in modo fluido, con la macchina da presa che passa da un individuo all’altro senza soluzione di continuità , creando un ritratto corale della cultura giovanile alternativa dell’epoca.
I personaggi, spesso studenti, artisti, intellettuali e outsider, discutono di politica, filosofia, arte e teorie del complotto, come l’assassinio di John F. Kennedy e presunti contatti alieni durante le missioni Apollo. Alcuni monologano, altri si confrontano o si scontrano in conversazioni surreali, mentre la città fa da sfondo a questa rete di storie intrecciate. La struttura episodica e l’assenza di una vera risoluzione riflettono il senso di disorientamento e apatia di una generazione che rifiuta il conformismo e le aspettative della società .
Attraverso oltre cento personaggi e una quarantina di segmenti, il film offre uno spaccato della scena underground di Austin, contribuendo a definire lo stile del cinema indipendente degli anni ‘90 e anticipando il movimento mumblecore.

## Premi e riconoscimenti
Slacker è stato candidato per il Gran Premio della Giuria - sezione film drammatici - al Sundance Film Festival del 1991, e nel 2012 è stato scelto per essere conservato nel National Film Registry della Biblioteca del Congresso degli Stati Uniti d'America.

## Importanza
Nei primi anni '90 Slacker è stato in un certo qual modo eletto a manifesto della Generazione X, perché i personaggi del film (quasi tutti ventenni o giù di lì) sono molto più interessati a riflessioni e considerazioni intellettuali o pseudo-intellettuali che a costruirsi una vita. D'altro canto, molti dei temi affrontati nella pellicola possono essere considerati universali, più che legati ad una singola generazione.